# Maison des Compagnons de Fontainebleau
Pour les articles homonymes, voir Maison des Compagnons.
La maison des Compagnons est un bâtiment à Fontainebleau, en France.
Ancien lieu de compagnonnage et d'artisanat, elle est acquise et restaurée dans les années 1970 par une association de sauvegarde du patrimoine dans le but d'en faire un exemple de l'architecture typique de la ville, alors que le centre historique a été menacé par des projets immobiliers. De nos jours, elle accueille plusieurs associations pour la protection du patrimoine et de l'environnement de Fontainebleau et de ses alentours. En outre, les coordinateurs de ce projet visent l'inscription du bâtiment aux monuments historiques.

## Situation et accès
Le bâtiment est situé au no 26 de la rue de la Cloche, dans le centre-ville de Fontainebleau, elle-même au sud-ouest de Seine-et-Marne. Deux accès se trouvent au rez-de-chaussée.

## Historique

### Fondation et compagnonnage
Cette maison est probablement construite vers la fin du XVIe siècle, sous le règne d'Henri IV. Elle représente ainsi une maison type d'artisan du bourg royal. À cette époque, son emplacement est près de l'extrémité de la rue. Elle subit des modifications au cours des XVIIe et XVIIIe siècles.
Tout comme d'autres « maisons des compagnons » en France, elle aurait ainsi servit au compagnonnage, un système traditionnel de transmission de connaissances et de formation à un métier au sein d'une communauté de compagnons. Par ailleurs, le compagnonnage est, de nos jours, inscrit à l'Inventaire du patrimoine culturel immatériel en France ainsi qu'au patrimoine culturel immatériel de l'humanité depuis 2010.

### Acquisition par l'association
Vers la moitié du XXe siècle, des élus de la Municipalité prévoient de raser un grand nombre d'immeubles dans le centre ancien, entre la maison d'arrêt et le château. Le comité de défense, d'action et de sauvegarde de Fontainebleau est fondé par Georges Galipon en 1971, notamment dans le but d'empêcher ces projets qui auraient vu s'élever à la place de « vulgaires immeubles ». Pour représenter la maison type du centre historique, une société émanant de ce comité acquit cette maison en 1973,.

### Réhabilitation
De nombreux dons couplés à des investissements personnels financent le projet de réhabilitation de l'édifice. La restauration se fait avec des matériaux anciens et selon les plans d'époque. Vers la fin de l'année 1977, la restauration est bien avancée.
Peu mutilée au cours des siècles, de nombreux éléments ont pu ainsi être sauvegardés : notamment menuiseries, boiseries, ferrures, plaques foyères et carreaux de sol. Cela permet également de redécouvrir une canne de compagnon et des pages manuscrites. Les travaux mobilisent de nombreuses personnes de différents profils et durent jusqu'au début des années 1990. Les locaux sont alors loués à de nombreuses associations. Les recettes ainsi réunies financent la réalisation d'une dernière tranche de travaux entre 2005 et 2007 qui permettent de réhabilier le rez-de-chaussée avec réfection des sols du couloir et des pièces donnant sur la rue, de remettre en place des portes anciennes, de restituer une cloison à pans de bois détruite par d'anciens locataires, de refaire les peintures des ouvertures sur la rue et le jointoiement du grand mur du jardin.
Aujourd'hui espace communautaire et culturel réunissant plusieurs associations, le lieu permet également d'accueillir des conférences et des expositions.

## Structure

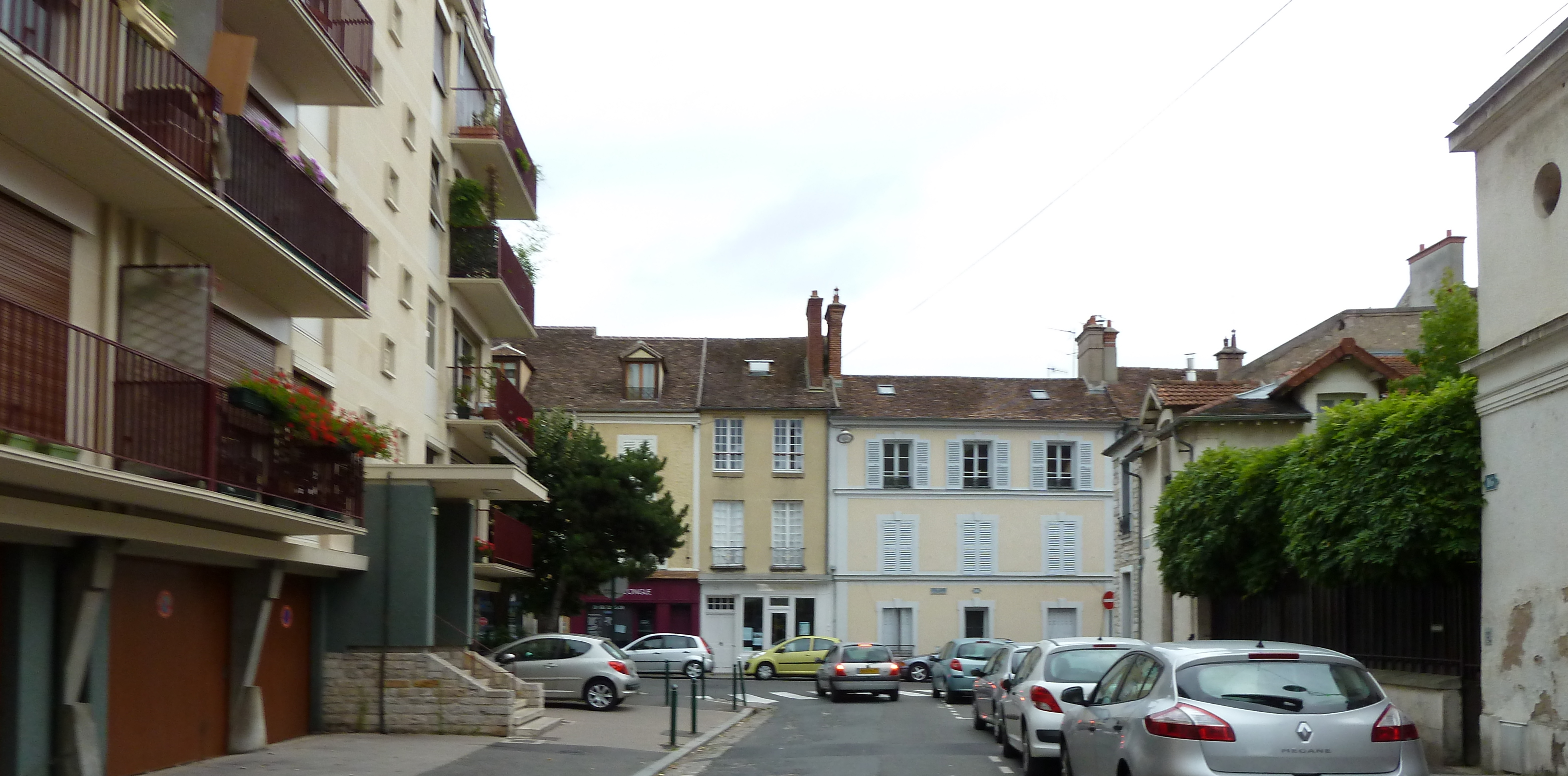
Groupe d'immeubles comprenant la maison des Compagnons depuis la rue des Pins, en 08 2011.

### Typologie
Comme de nombreuses maisons de l'ancien bourg, celle-ci est alignée sur la rue, comprend deux travées et s'élève sur quatre niveaux, grenier compris.

### Extérieur
La façade principale, large de quatre mètres, est percée de quatre fenêtres ; les deux balcons du premier étage présentent des garde-corps noirs dont la ferronnerie comprend en son centre un ornement de cercle doré dans lequel sont représentés une équerre et un compas, symbole des compagnons,. Elle garde également des fenêtres proportionnées et des appuis de grès moulurés.

### Intérieur
L'édifice conserve toujours son escalier d'époque : il est composé de tomettes en terre cuite et de charpente à balustres moulurées et tournées,. Sont également compris à l'intérieur plusieurs éléments raffinés dont un panneautage de boiserie, des cheminées de pierre, des volets de nuits et un trumeau décoratif.

## Associations

### Association pour la protection de la Maison
Au début de 2003, il est décidé la création d'une association pour pérenniser le projet autour de la maison. Nommée Les Amis de la Maison des Compagnons, elle énonce ainsi son but, qui est de :
1. « veiller à la restauration et à la conservation  de l'authenticité du batiment appelé “maison des Compagnons”, représentatif d'un habitat ancien de la ville »
2. « œuvrer à son inscription à l'inventaire supplémentaire des monuments historiques »
3. « former et informer aux techniques anciennes de construction »
4. « assurer une utilisation de la maison selon la destination prévue initialement, à savoir le siège d'associations actives dans le domaine de la connaissance et de la protection du patrimoine naturel et bâti »[1]

### Autres associations y siégeant
- Comité de défense, d'action et de sauvegarde de Fontainebleau (CDASF)[8]
- Association des amis de la forêt de Fontainebleau (AAFF)[8], fondée en 1907[9] (située au 1er étage)[8]
- Cercle François-Ier[8], fondé en 1947[10]
- Confédération d'associations de protection de l'environnement de Fontainebleau et alentours (CAPEFA)[8]
- Pro Natura Île-de-France[8] (siège social au 21 rue des Provenceaux, à Fontainebleau)

Logotypes des associations
Logotype du Comité de défense, d'action et de sauvegarde de Fontainebleau.
Logotype de l'Association des amis de la forêt de Fontainebleau.
Logotype du Cercle François-Ier.
Logotype de Pro Natura Île-de-France.